# 超炫光世界巡迴演唱會
超炫光世界巡回演唱会（英语：The Prismatic World Tour），是美国歌手凯蒂·佩里的第3个演唱会，用以宣传她的第4张录音室专辑《超炫光》。此次巡回演唱会于2014年5月7日在北爱尔兰贝尔法斯特正式启动。5月为巡演的第一阶段，其间大部分演出在英国和苏格兰举行。2014年6月至10月为巡演的第2阶段，期间于美国、加拿大和墨西哥演出。巡演获得的一部分钱已捐赠给联合国儿童基金会、自闭症研究中心、圣裘德儿童研究医院和苏珊·G·科曼治疗基金。 2014年11月7日，巡演的第3阶段于大洋洲启动。巡演的第4阶段和第5阶段于2015年开启，分别于欧洲和亚洲举行。值得一提的是，这次巡演佩里第一次来到了中国大陆、澳门，以及台湾。巡演于2015年10月18日结束。
超炫光世界巡回演唱会获得了全球性的商业成功，是佩里最具商业成功的巡演。 根据《Pollstar》的说法，这次巡演是世界票房收入第4高的由女艺人举办的巡演，在2014年获得了1亿5300万票房收入，并动员1,407,972人次。 在北美，超炫光世界巡回演唱会为2014年北美均场票房收入最高的由女艺人举办的巡演。 也是迄今为止北美票房第15高的巡演。 9430万的北美票房使超炫光世界巡回演唱会成为2014年票房第3高的巡演。 在澳大利亚，巡演亦获得了较大的商业成功，共动员350,000人次，并在悉尼超级穹顶体育馆以89,000张门票销售打破了悉尼超级穹顶体育馆的销售记录。
2014年，巡演获得了《告示牌》巡演大奖“最佳包装奖”。 除此之外，佩里亦成为了2014年Ticketmaster搜索量第7的艺人。

## 背景
2013年10月23日，佩芮在于好萊塢露天劇場举行的《We Can Survive》活动中首次预告了巡演的消息。她希望粉丝能去看她2014年的巡演，并表示巡演将会是“魔幻般的”。佩芮告诉《娱乐周刊》，在巡演中她会与观众“非常近距离”接触。在2013年MTV欧洲音乐录像带大奖中，佩芮表示相比于加州之夢巡迴演唱會，这场巡演将“不会那么儿童化”，会“带给你视觉盛宴”。
巡演团队为巡演设计了超过275套服装，其中有80套是为伴舞设计的。佩芮给服装设计师玛琳娜·托比纳提了许多细节要求。托比纳回忆称：“我们（托比纳和佩芮）在一起设计服装的电子稿时，（佩芮）经常对服装的修剪、印制、材质和颜色提出创意。”
2013年11月18日，佩芮通过Twitter宣布了巡演的第一阶段将会于2014年5月开始在北爱尔兰蘇格蘭和英格兰展开，届时愛卡娜女王将会作开场表演。根据官方新闻稿，这场巡演将会是“多角度观看的精彩表演”，舞台周围会设计一个特别的坑以便佩芮和观众近距离接触。2014年1月15日，团队宣布巡演的第2阶段将会于同年6月到10月在加拿大、美国和墨西哥举办，费拉斯将会为北美除墨西哥外的其它所有场次作开场表演。此外，首都城市群（6月22日至8月8日）、凯西·马斯格雷夫斯（8月10日至9月10日）、泰根與莎拉（9月12日至10月8日）和貝姬·G（10月10日至10月18日）亦加入了开场表演。巡演的第3阶段在大洋洲展开，于2014年2月宣布。神秘貝蒂和托芙蘿分别于11月7日至28日和11月30日至本阶段结束作开场表演。巡演的第4阶段日程于6月2日宣布，于2015年2月和3月在欧洲举办，查莉XCX为此阶段的开场表演。巡演的第5阶段包含12场表演，于2015年1月29日宣布，在同年4月和5月在亚洲举办。除了台北场由费拉斯开场外，其它场次均由The Dolls开场。巡演的最后一阶段在拉丁美洲进行，于2015年9月和10月举办。该阶段开场表演艺人包括蒂娜雪、加拉·布麗、阿盧娜喬治、拉里和杜拉斯诺。

## 商业表现

### 门票销售

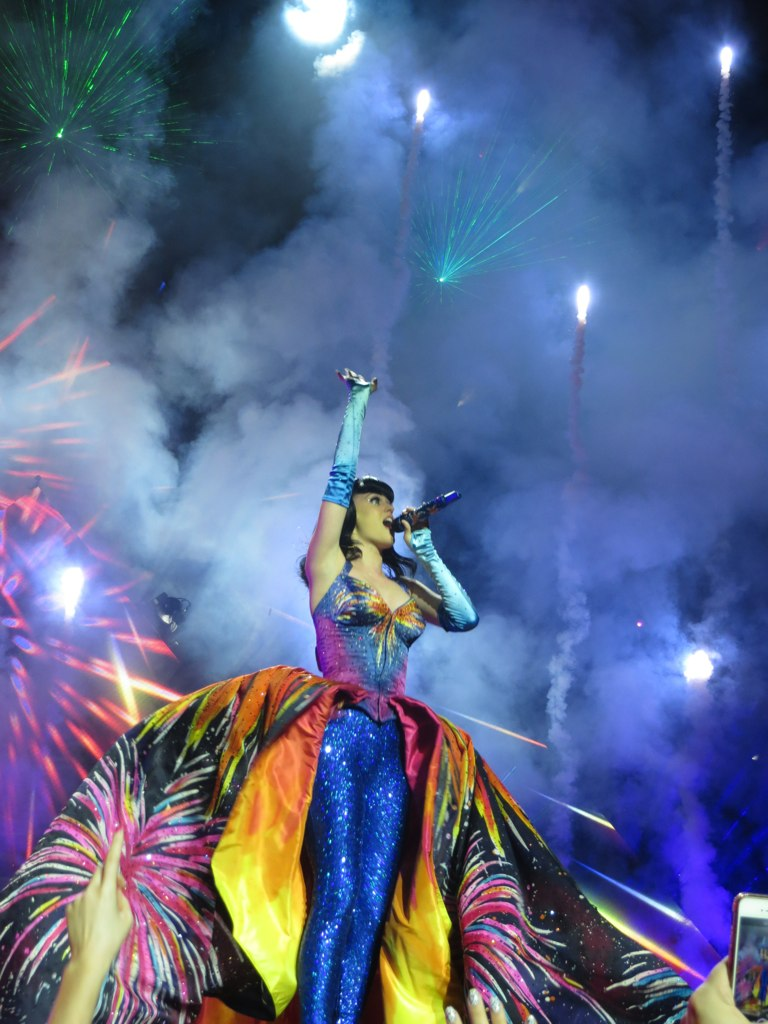
佩芮以《烟火》结束巡演。

在超炫光世界巡迴演唱會的第一阶段，由于门票供不应求，团队决定增加贝尔法斯特、格拉斯哥和伦敦的场次。不久之后，又增加了曼彻斯特和伯明翰的场次。在巡演第一阶段公布后不久，美国、加拿大和墨西哥等第二阶段的表演也宣布加场。第三阶段的大洋洲场次也因门票预售情况较佳，在12月加场。《福布斯》的Jesse Lawrence表示北美阶段的场次门票均价为$252.60美元，较碧昂絲和女神卡卡高。并称：“由于超炫光巡演是这个夏天门票均价最高的巡演，在二级市场不会有多少天均价会低于$200美元了。”
在2014年7月发布的《Pollstar》年中世界百强巡演榜单中，超炫光世界巡迴演唱會以22场演出共计$2200万美元的票房收入和249,716人次的上座人数名列第26位。其以北美21场总计$3100万美元的票房于9月18日结束的那一周在告示牌热门巡演周榜单夺冠。在澳大利亚，巡演在23场次中累计卖出了超过350,000张门票。其中在雪梨巨蛋體育館超过89,500张的门票销售打破了该场馆的门票销售记录。

## 争议
2015年4月28日，佩芮在台北场表演时将一名歌迷挥舞的中华民国国旗披在身上，当时她穿着一条点缀着太阳花的长裙，引发现场歌迷的热烈反响。现场照片流传到社交网站后，在中国大陆网站引发讨论热潮，引起当地网民的不满。不过在之后的澳门场中，她依舊穿著太陽花裝，表演未该事件影響。

## 曲目列表
曲目列表于2014年5月30日公开，并非所有场次都包含下列曲目。
1. "Roar"
2. "Part of Me"
3. "Wide Awake"
4. "This Moment" / "Love Me"
5. "Dark Horse"
6. "E.T."
7. "Legendary Lovers"
8. "I Kissed a Girl"
9. "Hot n Cold"
10. "International Smile" / "Vogue"
11. "By the Grace of God"
12. "The One That Got Away" / "Thinking of You"
13. "Unconditionally"
14. "Walking on Air"
15. "It Takes Two"
16. "This Is How We Do" / "Last Friday Night (T.G.I.F.)"
17. "Peacock (Video Interlude)" / "Teenage Dream"
18. "California Gurls"
19. "Birthday"

安可表演
1. "Firework"

注解
- 在英国的部分场次中，佩里于"Unconditionally"之前表演了"Double Rainbow"。
- 在部分场次，如7月24日的布鲁克林场和4月28日的台北场，佩里和费拉斯同台演唱了"Legends Never Die"。[36]